# IPhone 5

iPhone 5 este un smartphone cu touchscreen dezvoltat de firma Apple. Este a șasea generație de iPhone (iPhone 2G, iPhone 3G, iPhone 3GS, iPhone 4, iPhone 4S și iPhone 5) și este succesorul iPhone 4S.
Acesta se găsește în culorile alb (cu argintiu) și negru (cu cenușiu). Compania Apple l-a pus în vânzare începând de la 670 de euro în varianta de 16GB dar au avut și variantele de 32GB sau 64GB. A fost un telefon din materiale premium acestea fiind aluminiu și sticlă.
El a fost șlefuit cu diamante și asta îl făcea să arate bine deși se zgâria ușor. A fost cel mai subțire, performant și luminos telefon de la Apple de până in prezent. Apple a făcut un procesor mult mai puternic, baterie multă mai bună toate acestea într-o carcasă cu 18% mai ușoară 12% mai subțire.
Acesta a avut un ecran de 4", pe când celelalte modele aveau un ecran de 3.5". Telefonul nu a fost mărit foarte tare dar ecranul e mai mare într-o carcasă ce normal trebuia să fie mai mică luându-ne după design-ul telefoanelor anterioare de la Apple.
Apple a început să preia comenzi pe 14 septembrie 2012, în primele 24 de ore primind peste 2 mln de cereri.